# نماد اعتماد الکترونیکی
نماد اعتماد الکترونیکی نشانه‌ای است که از طرف مرکزی با نام توسعه تجارت الکترونیکی که وابسته به وزارت صنعت، معدن و تجارت ایران  است، به عنوان تاییدیه به فروشگاه‌های اینترنتی داده می‌شود.

## الزامی بودن نماد اعتماد برای درگاه های پرداخت الکترونیک بانکی
طبق قوانین جدید وزارت صنعت معدن و تجارت؛ مراکز PSP موظف به بررسی صدور اینماد وب سایت درخواست دهنده و سپس اعطای درگاه بانکی می باشند.

## شرایط دریافت نماد اعتماد
برای دریافت نماد اعتماد الکترونیکی باید حداقل ۱۸ سال سن داشته باشید و امتیاز دامنه سایت به نام شما باشد. وب سایت شما باید فروشگاهی بوده و در آن خرید و فروش کالا یا خدمات صورت بگیرد.
هم چنین قیمت و ویژگی های دقیق محصولات می بایست درج شوند. در انتها در صورتی که صلاحیت فردی شما از سمت پلیس نظارت بر اماکن عمومی ناجا تایید شود، این مجوز برای شما صادر خواهد شد.
در حال حاظر، هزینه دریافت اینماد (سوای هزینه پست برای احراز هویت آدرس پستی و دریافت تهعدنامه ۱۷۵ هزار تومان است. طبق گفته مدیر اجرایی اینماد، این هزینه صرف ارزیابی پرونده، اعطای نماد، نظارت و کل فرایندهای این پردازش میشود.
در صورتی است که مدارک و موارد خواسته شده را به سرعت تکمیل و ارسال نمایید، پروسه دریافت اینماد بین یک هفته تا ده روز زمان خواهد برد.